# Championnats d'Asie juniors d'athlétisme
Les championnats d'Asie juniors d'athlétisme sont une compétition biennale organisée par l'Association asiatique d'athlétisme. La première édition a eu lieu en 1986 à Djakarta.

## Éditions
| no    | Année | Lieu                | Date           | no d'épreuves | no d'athlètes |
| ----- | ----- | ------------------- | -------------- | ------------- | ------------- |
| I     | 1986  | Djakarta            | Indonésie      |               |               |
| II    | 1988  | Singapour           | Singapour      |               |               |
| III   | 1990  | Pékin               | Chine          |               |               |
| IV    | 1992  | New Delhi           | Inde           |               |               |
| V     | 1994  | Djakarta            | Indonésie      |               |               |
| VI    | 1996  | New Delhi           | Inde           |               |               |
| VII   | 1997  | Bangkok             | Thaïlande      |               |               |
| VIII  | 1999  | Singapour           | Singapour      |               |               |
| IX    | 2001  | Bandar Seri Begawan | Brunei         |               |               |
| X     | 2002  | Bangkok             | Thaïlande      |               |               |
| XI    | 2004  | Ipoh                | Malaisie       |               |               |
| XII   | 2006  | Macao               | Macao          |               |               |
| XIII  | 2008  | Djakarta            | Indonésie      |               |               |
| XIV   | 2010  | Hanoï               | Viêt Nam       |               |               |
| XV    | 2012  | Colombo             | Sri Lanka      |               |               |
| XVI   | 2014  | Taipei              | Taipei chinois |               |               |
| XVII  | 2016  | Hô-Chi-Minh-Ville   | Viêt Nam       |               |               |
| XVIII | 2018  | Gifu                | Japon          |               |               |
| XIX   | 2023  | District de Yecheon | Corée du Sud   |               |               |